# Айтей (Павлодарська область)
Айте́й (каз. Айтей) — село у складі Аккулинського району Павлодарської області Казахстану. Входить до складу Жамбильського сільського округу.
Населення — 253 особи (2021; 331 у 2009, 489 у 1999, 726 у 1989).
Національний склад станом на 1989 рік:
- казахи — 75 %

До 2005 року село називалось Леніно.